# Traktor
Traktor é um pacote de software para DJs desenvolvido pela Native Instruments. Também é usado como uma sub-marca da Native Instruments para produtos de hardware

## História

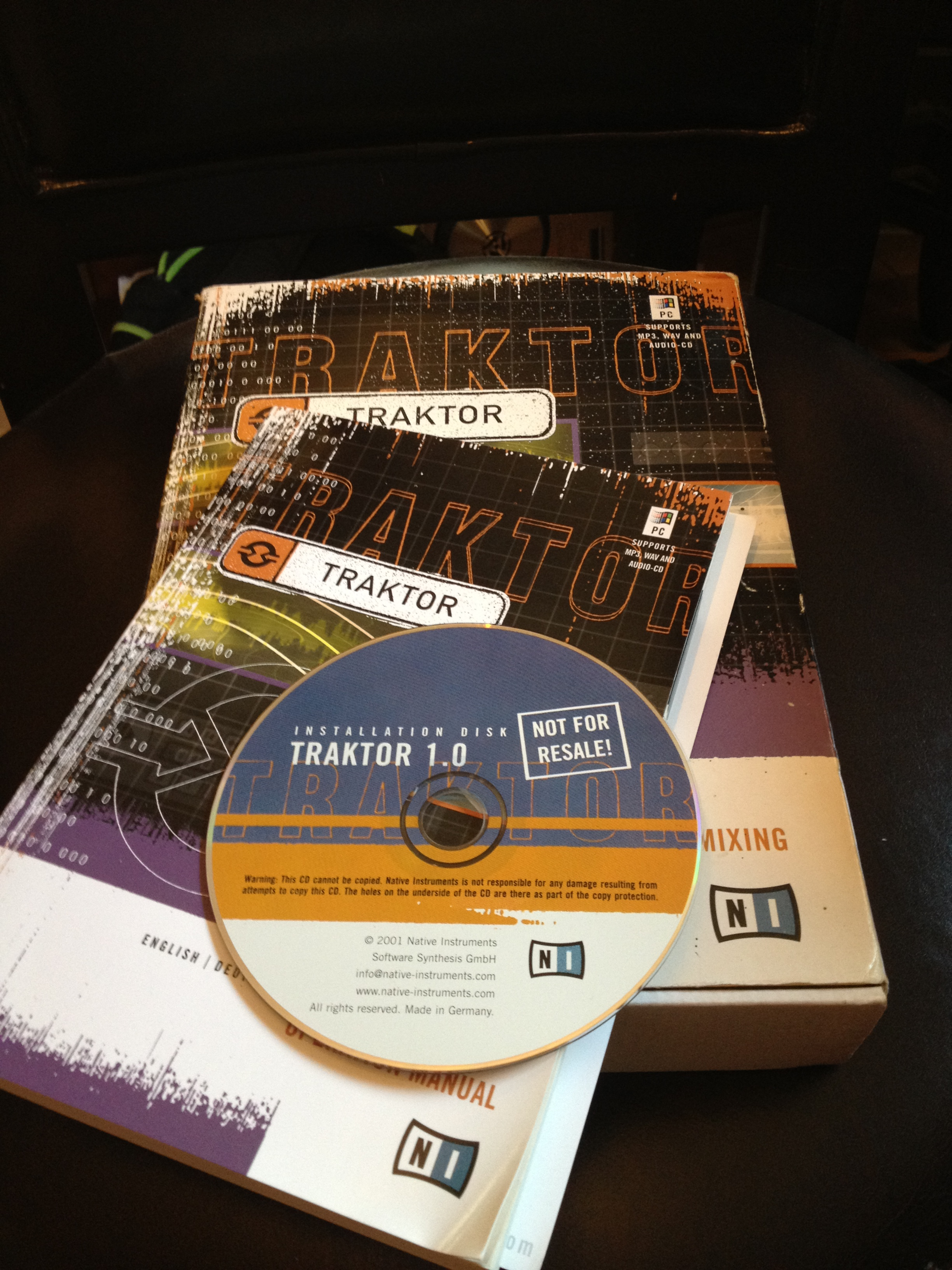
The first version of Traktor DJ Studio, released in 2001

O Traktor foi lançado pela primeira vez em 2000. As versões iniciais disponíveis eram o Traktor DJ e o Traktor Studio, sendo o Studio a versão com mais funcionalidades.
A versão 2 do software (conhecido como Traktor DJ Studio 2) foi lançada em 2002. Os novos recursos incluíam macros de scratch e looping expandido, MIDI e a funcionalidade cue point. A versão 2.5, lançada em 2003, expandiu a funcionalidade de time stretching, adicionou suporte a Open Sound Control (OSC) e introduziu opções de personalização de GUI.
Em 2003, a Native Instruments expandiu o status do Traktor de somente software. Eles fizeram parceria com a Stanton Magnetics para desenvolver o 'Traktor Final Scratch, o software para o sistema de vinil Final Scratch da Stanton (que usava discos de vinil com timecode-stamped para controlar MP3s), enquanto a Stanton desenvolvia o hardware. Essa parceria também permitiu que a Native Instruments usasse a funcionalidade de timecode Final Scratch em seus próprios produtos da marca Traktor.
Em 2005, a Native Instruments adicionou recursos de emulação de vinil à versão 2.6 do Traktor DJ Studio, junto com entrada ao vivo, transmissão pela Internet, suporte para mais formatos de arquivo e recursos MIDI expandidos.
A versão 3 do Traktor DJ Studio, anunciada em novembro de 2005, adicionou mais dois decks de reprodução (para um total de quatro), EQ e efeitos integrados, integração com a loja online Beatport e um mixer de quatro canais. Foi renomeado para Traktor 3 em 11 de outubro de 2006, quando a parceria entre a Native Instruments e a Stanton Magnetics terminou. Nesse ponto, a Native Instruments começou a fabricar seus próprios componentes de hardware para DJs.
Em 16 de outubro de 2008, a Native Instruments anunciou o Traktor Pro, para substituir o Traktor 3. Ele incluía uma GUI atualizada, interface de efeitos renovada e recursos de cueing e looping atualizados.
O software subsequente, Traktor Pro 2, foi anunciado em 10 de fevereiro de 2011 e lançado em 1 de abril de 2011. Os novos recursos incluíram suporte multicanal e suporte para um número maior de loops simultâneos.

A Native Instruments anunciou no início de 2018 que uma versão inteiramente nova do Traktor (hardware e software) estava em desenvolvimento. A nova versão, intitulada Traktor Pro 3, foi lançada em 18 de outubro de 2018.

## Funcionalidades
As funcionalidades aceitas pelo Traktor são as seguintes:
- 4 decks virtuais para reprodução de áudio.[11]
- Detecção automática de batida e alinhamento de grade de faixas.[12]
- Sincronização automática de ritmo de faixas, incluindo opções de alinhamento de fase.[12]
- Amostragem e looping.[13]
- Efeitos (como filtro, flanger e atraso).[14]
- Exibições de forma de onda para mixagem visual.[13]
- Detecção de chave para trilhas.[15]
- Um mixer de 4 canais (um para cada deck virtual) para controlar os níveis e frequências relativas (por meio de vários modelos de equalizadores e filtros).[16])[11]
- Controle de ganho automático.[17]
- Gerenciamento de trilha em tempo real com busca incremental.[18][19]
- Navegação de obras de arte.[16]
- Opções de sincronização com iOS e iTunes.[20]
- Integrated recorder, supporting internal and external audio input[21]
- Gravador integrado, com suporte para entrada de áudio interna e externa.
- Funcionalidade de relógio MIDI para sincronizar hardware externo ..[22]
- Suporte para vários controladores MIDI e mapeamentos.[23]
- Suporte para Ableton Link, para sincronizar vários dispositivos.[24]

## Variações do Traktor
A Native Instruments também oferece uma versão de baixo custo do software Traktor, conhecido como Traktor Duo. O Duo possui apenas 2 decks virtuais (em comparação com os 4 disponíveis na versão regular), uma único EQ de 3 bandas para cada canal e seis efeitos.

A empresa também lançou o Traktor Scratch Pro e o Traktor Scratch Duo, que contêm os mesmos recursos respectivos de suas contrapartes autônomas, com a funcionalidade adicional do Digital Vinyl System (DVS), permitindo o controle de CDs e vinil codificados por tempo.
A versão básica do software é conhecida como Traktor LE. Às vezes, é fornecido com controladores de DJ fabricados por terceiros.
Uma versão do Traktor também está disponível para smartphones e tablets iOS. É conhecido como Traktor DJ.
Em 17 de agosto de 2010, a Native Instruments também lançou o Traktor Pro S4, uma nova versão do software especializada para seu novo hardware Traktor Kontrol S4.

## Controladoras Traktor
O software Traktor pode ser controlado por meio de controladores MIDI de hardware. A Native Instruments oferece vários controladores e mixers projetados especificamente para o controle do software Traktor, são eles:
- Traktor Kontrol S2 - O controlador Traktor tudo-em-um básico. Um controlador de dois decks e 2 canais que teve variações MK1, MK2 e MK3.
- Traktor Kontrol S4 - Um controlador de quatro decks que passou por 3 variações. O MK1 incluiu pontos de sinalização, jog wheel de plástico e placa de som incluída. O MK2 foi atualizado para um jog wheel de alumínio e adicionou botões de cue point RGB e um botão de alternância de modo de fluxo. O MK3 adicionou um pequeno display HD para mais informações e jog wheels motorizados com recursos de feedback tátil.
- Traktor Kontrol S5 - Com faixas de toque e telas de LCD semelhantes ao Traktor Kontrol S8, mas com menos funcionalidade.
- Traktor Kontrol S8 - O carro-chefe do controlador Traktor com tela de LCD, controle de quatro decks e placa de som integrada.
- Traktor Kontrol F1 - Um controlador de deck único com 16 pads RGB para acessar todos os loops e samples disponíveis em uma página do deck do Traktor.
- Traktor Kontrol X1 - Um controlador simples baseado em ponto de sinalização
- Traktor Kontrol Z1 - Um mixer de dois canais compatíveis com o Traktor Pro e o aplicativo Traktor DJ iOS.
- Traktor Kontrol Z2 - Um mixer de DJ de 2 canais para o software Traktor Scratch, com hot cue e botões de remix para toca-discos e entusiastas de scratch.
- Traktor Kontrol D2 (descontinuado) - Um controlador de deck único semelhante a uma seção do Traktor Kontrol S8. Inclui 8 pads RGB, touch strip, display LCD e controles para arquivos de áudio STEM.